# Eviota asymbasia
Eviota asymbasia, tên thông thường là inconsistent dwarfgoby, là một loài cá biển thuộc chi Eviota trong họ Cá bống trắng. Loài này được mô tả lần đầu tiên vào năm 2016.

## Từ nguyên
Trong tiếng Hy Lạp, từ asymbasia trong danh pháp của E. asymbasia có nghĩa là "không nhất quán", ám chỉ sự thay đổi hình dạng ở các lỗ xương trước nắp mang (preopercular pore).

## Phạm vi phân bố và môi trường sống
E. asymbasia có phạm vi phân bố rải rác ở Tây Thái Bình Dương. Loài cá này đã được tìm thấy ở phía bắc biển Sulu, đảo Java và đảo Damer (Indonesia), độ sâu khoảng 14 m trở lại. Những mẫu vật được thu thập ở Palau và Liên bang Micronesia (tại 2 đảo Yap và Pohnpei) cần được xác minh lại.

## Mô tả
Chiều dài cơ thể tối đa được ghi nhận ở E. asymbasia là gần 1,7 cm. Đầu và thân có màu xám mờ. Thân có một sọc trắng dọc theo cột sống, kéo dài từ phía trên gốc vây ngực, tới phần phía trên bụng thì sọc này tách đôi: một sọc và một sọc dưới cột sống. Ba đốm hình tam giác màu nâu sáng nằm ở bụng, được ngăn cách bởi các sọc dài màu trắng. Nửa sau của thân có 4 sọc màu nâu sẫm cũng được ngăn cách bởi các vùng màu trắng. E. asymbasia có 2 đốm ở gốc vây đuôi và gốc vây ngực. Nửa thân trên có các viền vảy màu nâu nhạt. Vùng gáy có bốn vạch màu nâu sẫm. Đồng tử của mắt có màu đen, ánh rõ màu xanh lục, bao quanh bởi viền màu vàng và các vạch nâu ở ngoài cùng. Đầu có nhiều vạch đốm màu nâu. Vây lưng và vây hậu môn có màu nâu với các hàng đốm trắng. Tia vây đuôi có màu nâu cam với những đốm trắng nhỏ ở gốc, rìa vây có viền trắng. Vây ngực và vây bụng trong suốt.
Số gai ở vây lưng: 7; Số tia vây mềm ở vây lưng: 8; Số gai ở vây hậu môn: 1; Số tia vây mềm ở vây hậu môn: 8; Số tia vây mềm ở vây ngực: 13 - 17.